# Kocherínovo
Kocherínovo (en búlgaro: Кочериново) es una ciudad de Bulgaria en la provincia de Kiustendil.

## Geografía
Se encuentra a una altitud de 417 m s. n. m. y a una distancia de 97 km de la capital nacional, Sofía.

## Demografía
Según estimación de 2012 contaba con una población de 1 504 habitantes.
|         | 2004  | 2005  | 2006  | 2007  | 2008  | 2009  | 2010  |
| Mujeres | 1 391 | 1 385 | 1 394 | 1 402 | 1 384 | 1 368 | 1 346 |
| Varones | 1 266 | 1 260 | 1 264 | 1 273 | 1 250 | 1 231 | 1 196 |
| Total   | 2 657 | 2 645 | 2 658 | 2 675 | 2 634 | 2 599 | 2 542 |